# Anna S
Anna S, egentligen Anna Stenbeck, född 1981, är en svensk popsångerska.

## Singlar
- I Need You (2005)
- Perfect Love (2005)
- Love You Forever (2006)

## Album
- I Need You (2006)

## Teater

### Roller (ej komplett)
| År   | Roll                                  | Produktion                      | Regi          | Teater       |
| ---- | ------------------------------------- | ------------------------------- | ------------- | ------------ |
| 2012 | Ensemble Vivian Pressman (Understudy) | Dirty Dancing Eleanor Bergstein | Anders Albien | Chinateatern |